# 너서리 라임

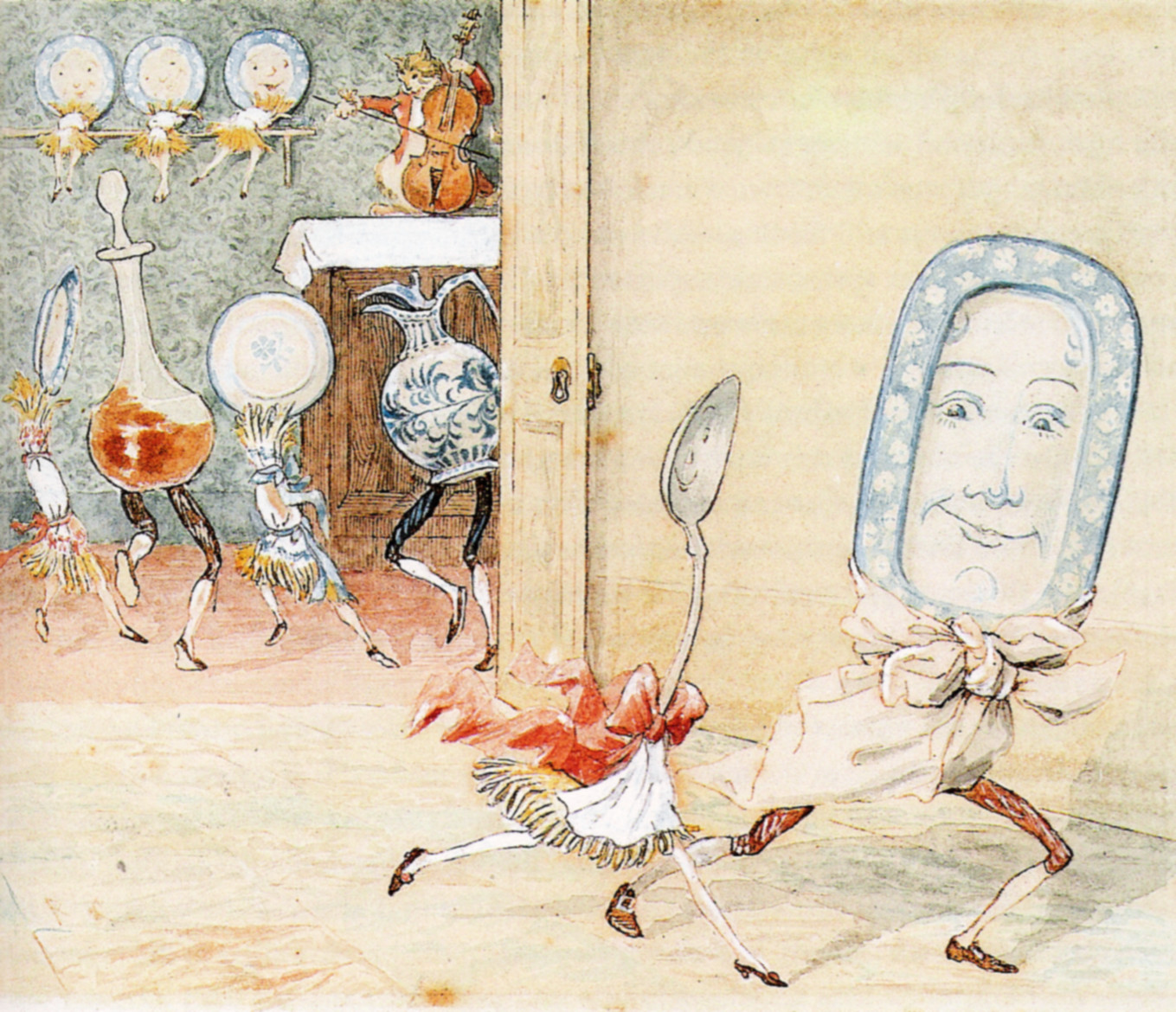
유명 동요 〈헤이 디들 디들〉 (Hey Diddle Diddle)의 가사를 묘사한 삽화

너서리 라임(영어: Nursery rhyme) 또는 마더 구스(영어: Mother Goose)는 영국 등에서 전해져 내려오는 영어 동요를 일컫는 말이다. 18세기 말~19세기 초에 처음 사용된 용어이다.
영국에서 전래동요가 악보에 기록된 것은 16세기 중반부터였으며 17세기와 18세기에는 지금도 유명한 동요가 하나둘씩 작곡되기 시작했다. 1744년 영국의 메리 쿠퍼가 최초의 영어 동요 가사집인 〈Thommy Thumb's Song Book〉과 〈Tommy Thumb's Pretty Song Book〉을 발간하였으며 1780년에는 토머스 카넌 (Thomas Carnan)이 〈Mother Goose's Melody〉라는 동요집을 출판하면서 처음으로 '마더 구스'라는 표현을 사용하였다. 이전까지 '마더 구스'라는 말은 전래동화 (fairy tales)를 가리키는 말이었다.

## 역사
영국 문헌상에 기록된 최초의 전래동요는 자장가 (Lullabies)였다. 자장가 자체는 한국 등 전세계 문화권에서 찾아볼 수 있다. 영어에서 자장가를 뜻하는 '룰라비' (lullaby)라 함은 어머니나 간호사가 아이를 재우기 위해 내는 "lu, lu" / "la la" / "by by"를 각각 합친 것이라는 설과, 자장가 소리를 뜻한다는 설, 좋은 밤을 뜻한다는 설 등이 있다.

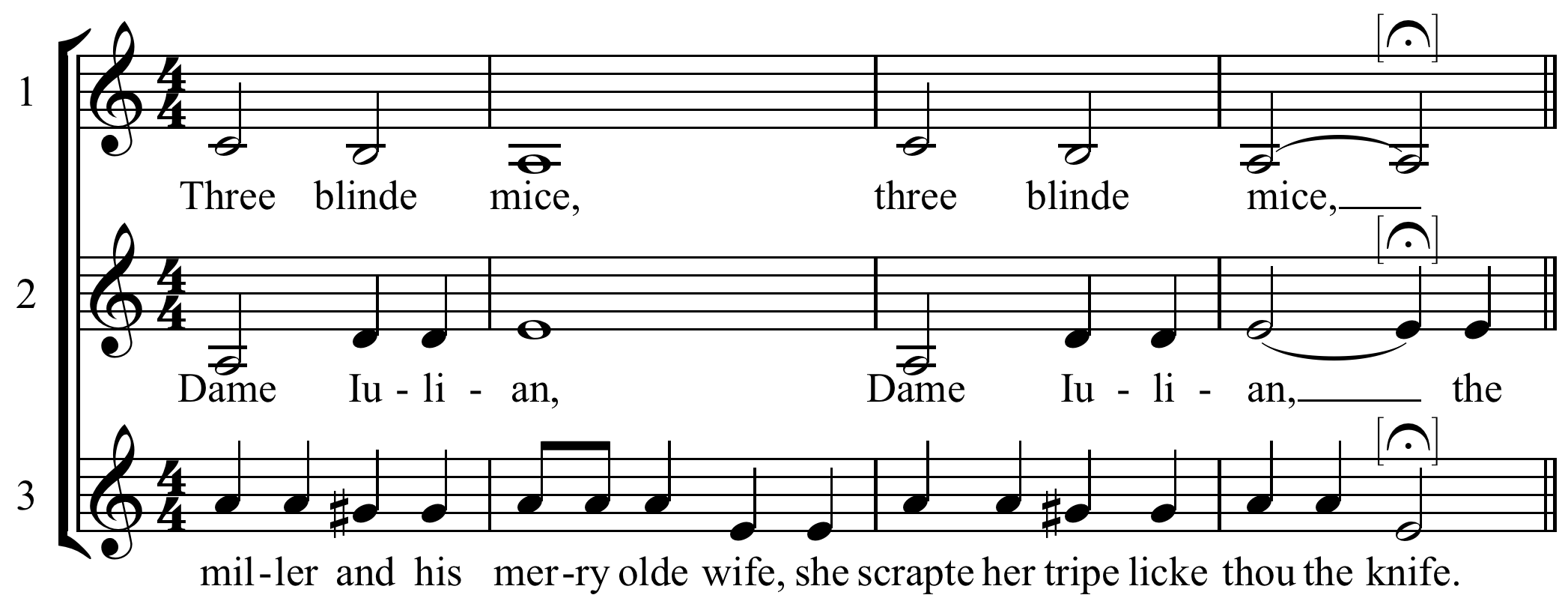
토머스 레이븐스크로프트가 출판한 동요 〈Three Blinde Mice〉 (1609년)

현전하는 너서리 라임 가운데 가장 오래된 것으로 보이는 곡은 〈Thirty days hath September〉로 13세기 프랑스 시가 그 원본으로 여겨진다. 중세 후기에 이르러 마지날리아 (Marginalia)라는 짤막한 동요를 불렀다는 기록이 등장한다. 하지만 처음으로 너서리 라임이 악보에 기록된 것은 16세기 중반으로, 1698년 토머스 더프리의 연극 〈The Campaigners〉에 등장하는 〈Pat-a-cake〉가 가장 오래되었다고 볼 수 있다.
그럼에도 이 시기의 아동용 도서라 함은 교양과 교육을 위한 것이었기에 대다수의 동요가 기록되지 못했으나 〈To market, to market〉이나 〈Cock a doodle doo〉 같은 현전하는 동요들이 이 시기에도 존재했던 것으로 여겨진다. 17세기 들어서부터는 〈Jack Sprat〉 (1639년), 〈The Grand Old Duke of York〉 (1642년), 〈Lavender's Blue〉 (1672년), 〈Rain Rain Go Away〉 (1687년) 등이 지금까지 전해지고 있다.

## 같이 보기
- 동요
- 전래동화